# Honda Pacific Coast
La Honda Pacific Coast, chiamata anche Honda PC 800, è un motociclo prodotto dal 1989 al 1998 dalla casa motociclistica giapponese Honda.

## Descrizione
La moto riprende il nome dalla Pacific Coast Highway della California, una nota autostrada statunitense.
Come la precedente Honda Goldwing e la successiva Honda Rune, la Pacific Coast era stata concepita e progettata dalla divisione Honda Research America appositamente per il mercato statunitense. 
Caratteristica principale della moto era l presenza di un vano bagagli integrato nella carena, posto sopra la ruota posteriore.
A spingere la moto c'è un motore bicilindrico a V a quattro tempi raffreddato a liquido da 800 cm³, con angolo delle bancate di 45 gradi. I due cilindri hanno un alesaggio di 79,5 mm e una corsa di 80,6 mm, con distribuzione a 3 valvole per cilindro, cin due per aspirazione e una per lo scarico.